# Municipio de Paris (Kansas)
El municipio de Paris (en inglés: Paris Township) es un municipio ubicado en el condado de Linn en el estado estadounidense de Kansas. En el año 2010 tenía una población de 567 habitantes y una densidad poblacional de 3,39 personas por km².

## Geografía
El municipio de Paris se encuentra ubicado en las coordenadas 38°12′18″N 94°49′42″O / 38.20500, -94.82833. Según la Oficina del Censo de los Estados Unidos, el municipio tiene una superficie total de 167.42 km², de la cual 166,49 km² corresponden a tierra firme y (0,55 %) 0,92 km² es agua.

## Demografía
Según el censo de 2010, había 567 personas residiendo en el municipio de Paris. La densidad de población era de 3,39 hab./km². De los 567 habitantes, el municipio de Paris estaba compuesto por el 97,88 % blancos, el 0,18 % eran afroamericanos, el 0,35 % eran amerindios y el 1,59 % eran de una mezcla de razas. Del total de la población el 0,53 % eran hispanos o latinos de cualquier raza.